# コンフォート横浜クリニック
コンフォート横浜クリニック（英名：Comfort Yokohama Clinic）は、医療法人財団コンフォートが横浜市西区で運営する診療所である。当財団ではそのほかに、訪問診療に特化したクリニックを7ヶ所で開院している。。

## 概要
コンフォート＝「心地よさ」を患者・受診者等に提供することを理念に、前身の植松病院より1991年に医療法人財団コンフォート・コンフォート病院に改称。
病院としての医療事業は、「内科センター」「がんカテーテルセンター」「予防医学センター」を有し、
がんに特化したカテーテル治療を行う「がんカテーテルセンター」では開設以来7,500件を超えた。（2018年3月現在）
2018年（平成30年）3月をもって病棟を閉鎖し、診療所へと組織変更を行い、コンフォート横浜クリニックに改称。
人間ドック・健康診断を行う「予防医学センター」では、主に健康保険組合を通して200社を超える企業と契約し、年間20,000名程の健康管理を行っている。
組織内における「おもてなし・接遇」にも取り組んでおり、ANAビジネスソリューション株式会社のプログラムを導入し、「心地よさ」を提供している。

## 沿革
- 1951年（昭和26年）5月 - 医療法人植松病院として設立。
- 1969年（昭和42年）1月5日未明 - 住み込みのお手伝いさんが電気コンロのスイッチを入れたまま泥酔して眠り込み、出火。本棟を全焼し、お手伝いさんのほか、自力移動のできなかった高齢患者3名が焼死する大惨事となった[2]。

- 1991年（平成3年）7月 - ライフコミューングループ代表佐々木裕志により医療法人財団コンフォートに改称。同時に病院の建替えも完了し、32床で運営開始。予防医学センター設立。
- 1993年（平成5年）12月 - 一般社団法人日本病院会優良二日ドック施設認定。
- 1995年（平成7年）4月 - 高齢者介護施設向け訪問診療事業開始。
- 1999年（平成11年）
  - 5月 - がん免疫ドック（イムノドック）開始。
  - 6月 - 公益社団法人日本人間ドック学会優良二日ドック施設認定。
- 2000年（平成12年）6月 - がん免疫センター・心臓センター開設。
- 2001年（平成13年）10月 - がんカテーテル治療開始。
- 2006年（平成18年）6月 - 理事長に西郊学就任。
- 2012年（平成24年）
  - 3月 - 心臓センター閉鎖。
  - 4月 - 院長に後藤康之就任・がんカテーテルセンター開設。
  - 8月 - がん免疫センター閉鎖。
- 2013年（平成25年）4月 - FM横浜にて、人間ドックのコースメニューをラジオショッピング通販で販売開始。
- 2015年（平成27年）9月 - 一般社団法人日本総合健診医学会による優良総合施設認定取得。
- 2016年（平成28年）5月 - 理事長の西郊学が逝去。
- 2018年（平成30年）4月 - 病院から診療所へ組織変更。
- 2018年（平成30年）5月 - 院長に小林愛就任
- 2018年（平成30年）9月 - 漢方内科を標榜。”人間ドック”と”漢方”の融合を提案。

## 診療科
- 内科（リウマチ・膠原病・糖尿病）
- 漢方内科

### 施設基準
- CT撮影及びMRI撮影
- 在宅療養支援診療所
- 在宅時医学総合管理料及び施設入居等医学総合管理料

## 医療機関の指定等
- 保険医療機関
- 労災保険指定医療機関
- 生活保護法指定医療機関
- 公益社団法人日本人間ドック学会優良二日ドック施設
- 全国健康保険協会（協会けんぽ）指定医療機関
- 一般社団法人日本総合健診医学会認定・優良総合施設

### 関連施設
- コンフォート北鎌倉台クリニック（神奈川県鎌倉市）
- コンフォート衣笠クリニック（神奈川県横須賀市）
- コンフォート鶴川クリニック（東京都町田市）
- コンフォート君津クリニック（千葉県木更津市）
- コンフォート津田沼クリニック（千葉県船橋市）
- 春日部クリニック（埼玉県春日部市）
- コンフォート豊平クリニック（北海道札幌市豊平区）
- 昇和会 昇和診療所（神奈川県横浜市）

## 交通アクセス
- 相鉄本線平沼橋駅より徒歩1分
- 京浜急行線戸部駅より徒歩4分
- JR各線、東急東横線、京浜急行線、相鉄線、みなとみらい線、横浜市営地下鉄ブルーライン 横浜駅より徒歩15分